# Lissonota dusmeti
Lissonota dusmeti är en stekelart som först beskrevs av André Seyrig 1927.  Lissonota dusmeti ingår i släktet Lissonota och familjen brokparasitsteklar. Inga underarter finns listade i Catalogue of Life.